# テイキン・オフ
『テイキン・オフ』（Takin' Off）は、アメリカ合衆国のジャズ・ミュージシャン、ハービー・ハンコックが1962年に録音・発表した初のスタジオ・アルバム。

## 背景
ハンコックは1961年、ドナルド・バードがブルーノート・レコードで録音した3作のアルバム『チャント』（当時は未発表となる）、『ロイヤル・フラッシュ』、『フリー・フォーム』でサイドマンを務め、翌1962年に初のリーダー・セッションを行った。ハンコック自身は当初、スタンダード・ナンバー3曲、オリジナル3曲、ブルース1曲という構成を考えていたが、ブルーノートのプロデューサーであるアルフレッド・ライオンは、「ウォーターメロン・マン」を聴いて感銘を受け、もっとオリジナル曲を書くように進言して、最終的には全6曲ともハンコックのオリジナル曲となった。

## 評価
スティーヴ・ヒューイはオールミュージックにおいて5点満点中4.5点を付け「作曲家としてもピアニストとしても、洗練と親しみやすさのバランスが取れていることを示しており、幾分ブルーノートのハード・バッパーの先人であるホレス・シルヴァーを思わせる」「並外れたファースト・アルバムであり、以後ハンコックがハード・バップの限界を押し広げていく幾つかのレコードの基礎となっている」と評している。また、Charles Waringが2020年に選出した「ハービー・ハンコックの名盤20選」では、本作が4位となり「中毒性の高い"Watermelon Man"のファンキーなR&B風味から、冒険的なハード・バップ"The Maze"まで含まれている」と評されている。

## 収録曲
全曲ともハービー・ハンコック作曲。
1. ウォーターメロン・マン - "Watermelon Man" - 7:14
2. スリー・バッグス・フル - "Three Bags Full" - 5:30
3. エンプティ・ポケッツ - "Empty Pockets" - 6:13
4. ザ・メイズ - "The Maze" - 6:49
5. ドリフティン - "Driftin'" - 7:01
6. アローン・アンド・アイ - "Alone and I" - 6:27

## 参加ミュージシャン
- ハービー・ハンコック - ピアノ
- フレディ・ハバード - トランペット
- デクスター・ゴードン - テナー・サクソフォーン
- ブッチ・ウォーレン - ベース
- ビリー・ヒギンス - ドラムス